# Jan Mamula
Jan Mamula (* 4. března 1950 Praha) je emeritní kazatel Českobratrské církve evangelické. V minulosti působil též jako šéfredaktor časopisu Český bratr a pracovník Diakonie Českobratrské církve evangelické. Vystudoval Evangelickou teologickou fakultu Univerzity Karlovy, kazatelem Českobratrské církve evangelické byl ordinován 19. prosince 1982. Od roku 1982 do roku 1990 působil jako seniorátní diakon Západočeského seniorátu pro Chodov. Mezi lety 1990 a 1997 působil ve Sněžném, poté v Praze–Radotíně, zároveň od roku 1997 pracoval v Diakonii v Praze; jeho posledním kazatelským působištěm byl sbor v Českém Brodě. Jeho manželkou je farářka a bývalá seniorka Lýdia Mamulová.